# Selbjørn Bro
60°00′54″N 005°12′00″Ø / 60.01500°N 5.20000°Ø
Selbjørn Bro er en bro over Bekkjarviksundet mellem øerne Selbjørn og Huftarøy, i Austevoll kommune i Vestland fylke i Norge. Det er en cantileverbro bygget i spændbeton med et hovedspænd på 212 meter og en total længde på 348 meter. Broen blev åbnet 11. februar 1980 og er en del af riksvei 546.